# Vittore di Torino
Vittore (... – Torino, ...; fl. V secolo) è stato un vescovo romano di Torino, documentato nel 494.

## Biografia
L'unica menzione storica di questo vescovo di Torino si trova nella vita di sant'Epifanio di Pavia (467-499) scritta da Ennodio (†521).
Nel 494 il re Teodorico incaricò Epifanio di recarsi presso il re burgundo Gondebaldo per riscattare alcuni prigionieri. Il vescovo di Pavia chiese ed ottenne di essere accompagnato da Vittore di Torino, di cui conosceva da tempo le doti morali e le virtù, che sarebbero state garanzia di successo per la missione d'oltralpe. Vittore accompagnò Epifanio per tutto il viaggio, non solo presso Gondebaldo a Lione, ma probabilmente anche presso l'altro re burgundo Godegiselo a Ginevra, benché in questa seconda ambasciata Ennodio non faccia cenno alla presenza del vescovo torinese.
Secondo Savio, l'elogio che Epifanio fa di Vittore lascia supporre che i due si conoscessero da tempo, ed è dunque probabile che Vittore sia succeduto direttamente a Massimo II, documentato fino al 465.
Vittore viene poi identificato con l'omonimo vescovo torinese menzionato nella Passio della matrona Giuliana, non anteriore al V secolo, che fece costruire una basilica al posto del piccolo oratorio edificato dalla santa sul luogo dove erano stati uccisi i santi martiri torinesi. Alcuni ritengono che questo avvenimento si sia svolto all'inizio del IV secolo, ponendo così un vescovo Vittore I all'anno 310, distinto dal Vittore II documentato nel 494.
Alcune fonti si riferiscono a Vittore con l'appellativo di santo; secondo Savio tuttavia non esiste traccia di un culto verso questo vescovo torinese.